# Lipotriches miranda
Lipotriches miranda is een vliesvleugelig insect uit de familie Halictidae. De wetenschappelijke naam van de soort is voor het eerst geldig gepubliceerd in 1954 door Rayment.